# Zauia Tefah
Zauia Tefah (en árabe: زاوية التفاح‎, en francés: Zaouiet Ettaffahe) es una localidad marroquí perteneciente al municipio de Sidi Bu Temín, en la región de Tánger-Tetuán-Alhucemas. Desde 1912 hasta 1956 perteneció a la zona norte del Protectorado español de Marruecos.